# Muzyka absolutna
Muzyka absolutna, (absolutna muzyka), z łaciny absolutus, czyli niezależny – określenie muzyki pozbawionej treści pozamuzycznej, w przeciwieństwie do muzyki ilustracyjnej (bywa błędnie przeciwstawiana muzyce programowej) .
Idea muzyki absolutnej została wyartykułowana po raz pierwszy w traktacie Eduarda Hanslicka O pięknie w muzyce (1854), a jednoznacznie wyłożona w jego drugim wydaniu z 1858 r., z którego Hanslick wykreślił idee wywiedzione z dotychczas dominującej w estetyce muzyki filozofii idealistycznej. Ponieważ powstało w pewnej mierze w opozycji wobec dotychczasowej myśli o muzyce, pojęcie muzyki absolutnej nie powinno być używane w odniesieniu do twórczości sprzed II połowy XIX w., w odniesieniu do której jest ono anachroniczne i błędne.